# 汉娜 (北达科他州)
汉娜（英語：Hannah），是美国北达科他州下属的一座城市。根据2010年美国人口普查，该市有人口15人。